# Liane Haid
Liane Haid (Viena, Áustria, 16 de agosto de 1895 – Berna, Suíça, 28 de novembro de 2000), nasceu Juliane Haid, foi uma atriz austríaca que muitas vezes tem sido referida como a primeira estrela de cinema da Áustria.

## Filmografia selecionada
- 1915: Mit Herz und Hand fürs Vaterland (Jakob Fleck, Luise Kolm)
- 1916: Mit Gott für Kaiser und Reich (Jakob Fleck)
- 1921: Lady Hamilton (Richard Oswald)
- 1922: Lucrezia Borgia (Richard Oswald)
- 1923: Schlagende Wetter (Karl Grune)
- 1936: Whom the Gods Love (Basil Dean)
- 1937: Peter im Schnee (Carl Lamac)
- 1940: Die unvollkommene Liebe (Erich Waschneck)
- 1953: Im Krug zum grünen Kranze (Titel Die fünf Karnickel)

## Literatura
- Kay Weniger: Das große Personenlexikon des Films. Die Schauspieler, Regisseure, Kameraleute, Produzenten, Komponisten, Drehbuchautoren, Filmarchitekten, Ausstatter, Kostümbildner, Cutter, Tontechniker, Maskenbildner und Special Effects Designer des 20. Jahrhunderts. Band 3: F – H. John Barry Fitzgerald – Ernst Hofbauer. Schwarzkopf & Schwarzkopf, Berlin 2001, ISBN 3-89602-340-3, S. 482 f.